# 南方共同市場
南方共同市场（简称：或；簡稱共同市場或南共市），又譯南錐共同體，是巴西、阿根廷、烏拉圭、委內瑞拉（2017年被终止成员国资格）和巴拉圭五個南美洲國家的區域性貿易協定（Regional Trade Agreement, RTA），1991年巴西、阿根廷、烏拉圭及巴拉圭四國簽訂《亞松森協定》，並於1994年增修《黑金市議定書》，確立共同市場組織架構。共同市场的官方语言为西班牙语、葡萄牙语和瓜拉尼語，成立宗旨為促進自由貿易及資本、勞動、商品的自由流通。
同时，南共市将智利、哥伦比亚、厄瓜多尔、圭亚那和苏里南列为联系国（西班牙語：Estados asociados）。目前共同市场并没有设立观察国，而成员国被称为缔约国（西班牙語：Estados parte）。
对于“成员国”的界定，各个国家和新闻拥有不同的说法。阿根廷认为“成员国”是“缔约国”和“联系国”，“缔约国”包括阿根廷、巴西、巴拉圭、乌拉圭和委内瑞拉，同时考虑到“玻利维亚具有特殊地位”的“加入过程中的成员，有发言权，但没有投票权”。但哥伦比亚认为玻利维亚为“缔约国”，因为玻利维亚在2015年7月17日签署的“玻利维亚加入南共市协议”。
南方共同市场基于民主宪章，所以不允许非民主国家的加入并建立了自由贸易区和共同关税协定。
南共市被认为是一个强大的经济集团，国内生产总值为4.58万亿美元，占南美洲总生产总值的82.3%。总面积1300万平方公里，并拥有超过2.75亿居民（约占南美洲人口的70%）。另一方面，南方共同市场是整个南半球中最具活力、最具竞争力和最发达的经济区和产业平台。如果以重要性和市场的庞大来看，他是世界第四大经济体。如果以成员国产生的PBI来看，它是第五大经济体。南方共同市场除了是拉丁美洲的重要经济之外，它还具有重大的地缘政治相关性，因为其两个成员阿根廷和巴西是G-20的成员。
2023年12月7日，在巴西里約熱內盧舉行之第63屆Mercosur領袖峰會中，頒布批准玻利維亞入會議定書，使玻利維亞成為Mercosur第5個正式成員國。

## 歷史
| 签署日期 生效日期 条约 | 1980年 蒙得维的亚条约 | 1985年5月 CAUCE II | 1985年11月 福斯-杜伊瓜苏宣言 | 1986年7月 布宜诺斯艾利斯条约                    | 1986年8月 PEC II                                | 1986年12月 Acta de Amistad                      | 1988年4月 Acta de Alvorada                      | 1988年11月 1989年 一体化、合作与发展条约        | 1990年7月 布宜诺斯艾利斯条约                    | 1990年12月 ACE 14                               | 1991年 亚松森条约和ACE 18 | 1991年 亚松森条约和ACE 18 | 1991年 亚松森条约和ACE 18 |
|                        | 拉丁美洲一体化协会    |                    |                              |                                                 |                                                 |                                                 |                                                 |                                                 |                                                 |                                                 |                           |                           |                           |
|                        |                       |                    | 阿根廷-巴西关系              | Programa de Integración y Cooperación Económica | Programa de Integración y Cooperación Económica | Programa de Integración y Cooperación Económica | Programa de Integración y Cooperación Económica | Programa de Integración y Cooperación Económica | Programa de Integración y Cooperación Económica | Programa de Integración y Cooperación Económica | 南美共同市场              |                           |                           |
|                        | 阿根廷-乌拉圭关系     |                    |                              |                                                 |                                                 |                                                 |                                                 |                                                 |                                                 |                                                 | 南美共同市场              |                           |                           |
|                        |                       |                    | 巴西-乌拉圭关系              |                                                 |                                                 |                                                 |                                                 |                                                 |                                                 |                                                 | 南美共同市场              |                           |                           |
|                        |                       |                    |                              |                                                 |                                                 | 阿根廷-巴西-乌拉圭三边关系                      |                                                 |                                                 |                                                 |                                                 | 南美共同市场              |                           |                           |
|                        |                       |                    |                              |                                                 |                                                 |                                                 |                                                 |                                                 |                                                 |                                                 |                           |                           |                           |

共同市場源於1985年，阿根廷總統劳尔·阿方辛及巴西總統若泽·萨尔内簽署的阿根廷—巴西一体化及经济合作计划（Programa de Integración y Cooperación Económica Argentina-Brasil）。
玻利維亞、智利、哥倫比亞、厄瓜多及秘魯等國为準會員資格，委內瑞拉於2006年6月17日簽署會員協議書，並於隔月成為會員國。該組織有整合中南美洲的使命。2017年7月30日，委内瑞拉举行制宪大会选举，8月4日，委内瑞拉制宪大会正式成立。南方共同市场主要创始国的阿根廷、巴西均表示不承认选举结果。8月5日，阿根廷、巴拉圭、乌拉圭和巴西等南方共同市场四个创始国外长在巴西圣保罗召集会议，一致决定无限期中止委内瑞拉成员国资格。

### 创立
1985年11月30日，阿根廷总统劳尔·阿方辛和巴西总统若泽·萨尔内签署了伊瓜苏宣言（后是称南方共同市场的奠基石）。2004年，阿根廷和巴西共同决定在11月30日庆祝阿根廷－巴西友谊日。
1986年7月29日，签署了阿根廷－巴西一体化条约。由此阿根廷和巴西建立了“交流和经济合作计划”（Programa de Intercambio y Cooperación Económica）。1988年4月6日，乌拉圭签署了阿尔瓦拉达条约，并加入了区域一体化进程。1990年7月6日，布宜诺斯艾利斯条约被签署，加快了一体化进程，并将1994年12月31日定为共同市场的建立日期。
1991年3月26日，阿根廷、巴西、巴拉圭和乌拉圭签署了《亚松森条约》，确定了该组织名为南方共同市场。1992年6月27日，在莱纳斯签署了莱纳斯协议，最终确定共同市场的建立。1994年12月17日，欧鲁普雷图协议签署，建立了南方共同市场。

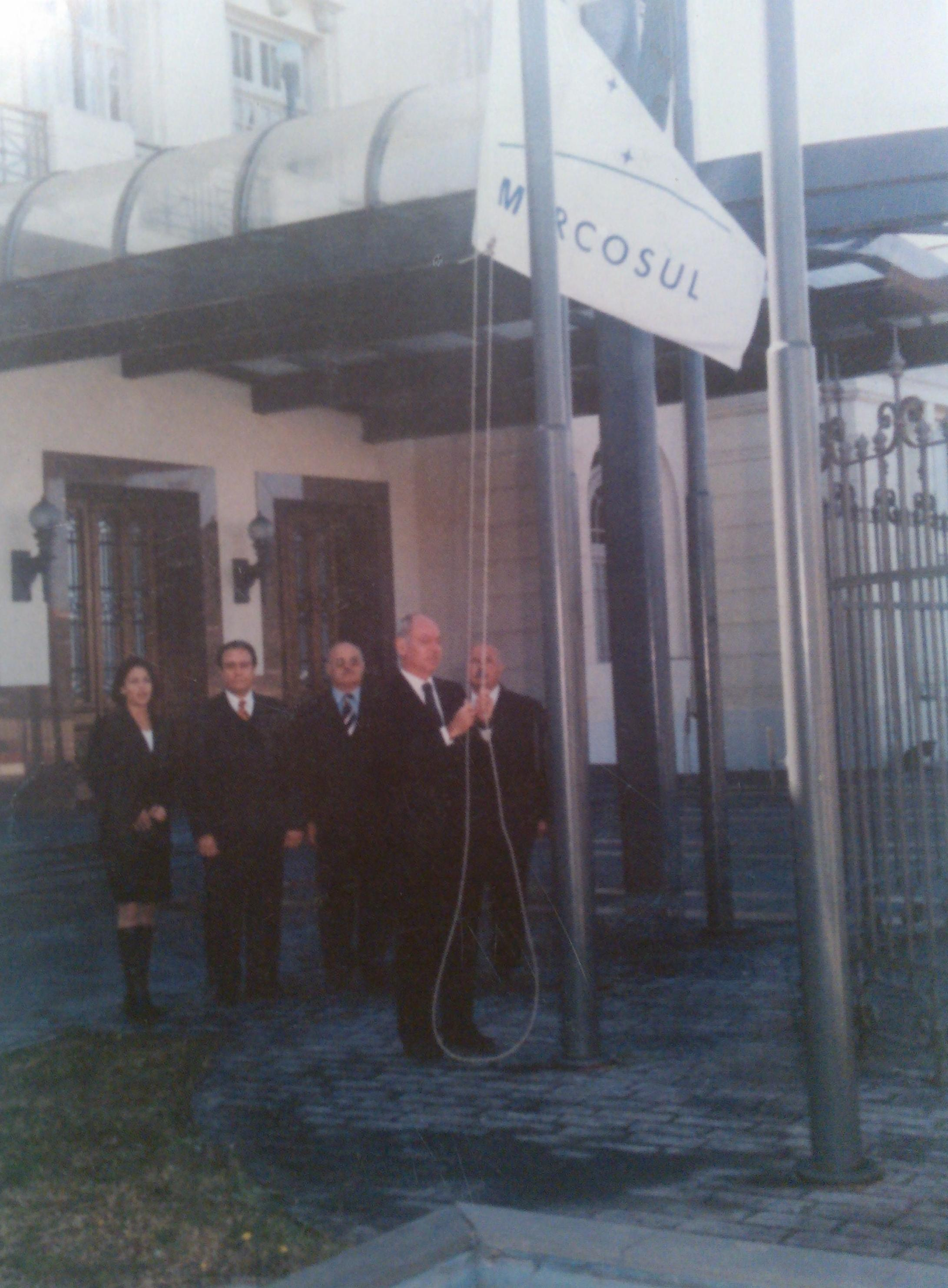
蒙得维的亚的南方共同市场总部首次升旗。（2001年）

2001年3月26日，在庆祝亚松森条约十周年之际，南方共同市场旗帜首次在南方共同市场中心的蒙得维的亚升起。

### 暂停巴拉圭会籍
2012年6月22日，针对巴拉圭总统弹劾案，巴西建议将巴拉圭驱逐出南方共同市场，而阿根廷则从亚松森撤回大使。最后，根据《乌斯怀亚议定书》的民主承诺，巴拉圭被南方共同市场和南美洲国家联盟暂停会员资格。6月28日，正式宣布暂停巴拉圭会员国资格的决定，直到2013年4月选举的举行。

### 委内瑞拉的加入和巴拉圭的回归
巴拉圭暂停资格后，2012年8月12日，其余三个国家批准委内瑞拉的加入。委内瑞拉加入南方共同市场的议定书于2006年7月4日签署，但由于没有得到巴拉圭国会的批准所以并未生效。
2013年7月13日，对巴拉圭实施的资格暂停解除。然而当时的巴拉圭政府拒绝重新加入，直到委内瑞拉符合国际法的规定。2013年12月18日，巴拉圭国会批准了将委内瑞拉纳入南方共同市场的议定书，巴拉圭回归南方共同市场。
2012年12月7日，玻利维亚总统埃沃·莫拉莱斯签署了玻利维亚加入南方共同市场的议定书。

### 暂停委内瑞拉会籍
2016年8月，出席里约热内卢奥运会的巴西、阿根廷和巴拉圭总统开会讨论关于暂停委内瑞拉的会员资格。这三国对委内瑞拉是否符合成为正式成员的要求表示质疑。事实上，委内瑞拉被这三个国家拒绝担任南方共同市场的临时总裁。2016年11月21日，巴拉圭外交部长埃拉迪奥·洛伊萨加宣布，在给予委内瑞拉为期三个月法律改革后（遵守南方共同市场的要求，主要是在贸易、政治、民主和人权方面），将在2016年12月被暂停资格。2016年12月1日，委内瑞拉被暂停资格。
2017年8月5日，四国外长在巴西圣保罗签署声明，称委内瑞拉“民主秩序破裂”，在试图与尼古拉斯·马杜罗政府协商未果后，宣布无限期中止《乌斯怀亚议定书》中委内瑞拉与南方共同市场商定的“权利和义务”。

## 成员国

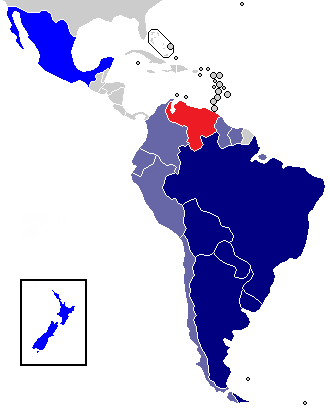
深蓝色：正式成员
灰蓝色：联系成员
蓝色：观察员成员

南方共同市场包括5个主权国家：阿根廷、巴西、巴拉圭、乌拉圭和委内瑞拉（自2016年12月起暂停）；以及7个联系国：苏里南、圭亚那、哥伦比亚、厄瓜多尔、秘鲁、智利和玻利维亚（玻利维亚自2015年7月17 日起申請成为正式成员，截至2023年7月，巴西與巴拉圭尚未批准）；此外还有两个观察员国墨西哥和新西兰。
在巴拉圭参议院弹劾总统费尔南多·卢戈后，该国被暂停南方共同市场成员资格至2013年4月的总统选举；委内瑞拉作为正式成员的准入于2012年7月31日生效。委内瑞拉有四年时间完全适应贸易集团的规定但其并未履行，因而该国于2016年12月1日被南方共同市场暂停成员资格，而后在2017年8月5日因2017年委内瑞拉制宪大会选举其成员资格被无限期暂停。
| 国徽                | 国旗                | 国家                  | 首都                | 面积                               | 人口 (2021年) | 人口密度                  | HDI（2020） |
| ------------------- | ------------------- | --------------------- | ------------------- | ---------------------------------- | ------------- | ------------------------- | ----------- |
|                     | 阿根廷              | 阿根廷 （正式成员）   | 布宜诺斯艾利斯      | 2,766,890 km2 （1,068,300 sq mi）  | 45,276,780    | 16.03/km2 （41.5/sq mi）  | 0.845       |
|                     | 巴西                | 巴西 （正式成员）     | 巴西利亚            | 8,514,877 km2 （3,287,612 sq mi）  | 214,326,223   | 24.6/km2 （64/sq mi）     | 0.765       |
|                     | 巴拉圭              | 巴拉圭 （正式成员）   | 亚松森              | 406,750 km2 （157,050 sq mi）      | 6,703,799     | 17.1/km2 （44/sq mi）     | 0.728       |
|                     | 乌拉圭              | 乌拉圭 （正式成员）   | 蒙得维的亚          | 176,220 km2 （68,040 sq mi）       | 3,426,260     | 19.57/km2 （50.7/sq mi）  | 0.817       |
|                     | 委內瑞拉            | 委内瑞拉 （暂停成员） | 加拉加斯            | 916,445 km2 （353,841 sq mi）      | 28,199,867    | 31.52/km2 （81.6/sq mi）  | 0.711       |
|                     | 玻利維亞            | 玻利维亚 （正式成员） | 拉巴斯 苏克雷       | 1,098,580 km2 （424,160 sq mi）    | 12,079,472    | 10.3/km2 （27/sq mi）     | 0.718       |
|                     | 智利                | 智利 （联系成员）     | 圣地亚哥            | 756,950 km2 （292,260 sq mi）      | 19,493,184    | 24.74/km2 （64.1/sq mi）  | 0.851       |
|                     | 哥伦比亚            | 哥伦比亚 （联系成员） | 波哥大              | 1,141,748 km2 （440,831 sq mi）    | 51,516,562    | 43.49/km2 （112.6/sq mi） | 0.767       |
|                     | 厄瓜多尔            | 厄瓜多尔 （联系成员） | 基多                | 283,560 km2 （109,480 sq mi）      | 17,797,737    | 60.24/km2 （156.0/sq mi） | 0.759       |
|                     | 圭亚那              | 圭亚那 （联系成员）   | 乔治敦              | 214,999 km2 （83,012 sq mi）       | 804,567       | 3.62/km2 （9.4/sq mi）    | 0.682       |
|                     | 秘魯                | 秘鲁 （联系成员）     | 利马                | 1,285,220 km2 （496,230 sq mi）    | 33,715,471    | 24.89/km2 （64.5/sq mi）  | 0.777       |
|                     | 蘇利南              | 苏里南 （联系成员）   | 帕拉马里博          | 163,270 km2 （63,040 sq mi）       | 612,985       | 3.52/km2 （9.1/sq mi）    | 0.738       |
|                     | 墨西哥              | 墨西哥 （观察员成员） | 墨西哥城            | 1,972,550 km2 （761,610 sq mi）    | 126,705,138   | 63.97/km2 （165.7/sq mi） | 0.779       |
|                     | 新西兰              | 新西兰 （观察员成员） | 惠灵顿              | 268,021 km2 （103,483 sq mi）      | 5,129,727     | 17.69/km2 （45.8/sq mi）  | 0.931       |
| 总计                | 总计                | 总计                  | 总计                | 19,966,080 km2 （7,708,950 sq mi） | 554,228,825   | 27.75/km2 （71.9/sq mi）  | 0.763       |
| 总计 （仅正式成员） | 总计 （仅正式成员） | 总计 （仅正式成员）   | 总计 （仅正式成员） | 11,864,737 km2 （4,581,001 sq mi） | 264,235,824   | 22.27/km2 （57.7/sq mi）  | 0.776       |

## 组织机构
《亚松森条约》和《欧鲁普雷图议定书》为南方共同市场的机构结构奠定了基础，创建了共同市场理事会和共同市场小组，两者都在过渡阶段开始时发挥作用。根据本条约的规定，在建立共同市场之前，成员国必须召开一次特别会议，以确定管理南方共同市场的公共机构的最终制度结构，并确定每个机构的具体职能和决策过程。
- 共同市场理事会：最高决策机构。由成员国外交部长和经济部长组成。理事会主席由各成员国外长轮流担任，任期半年。现任轮值主席国为巴西。每年至少举行1次成员国首脑会议。
- 共同市场小组：执行机构。负责实施条约和理事会决议，就规划贸易开放、协调宏观经济政策、与第三国商签经贸协定等提出建议。
- 秘书处：行政机构，设在乌拉圭首都蒙得维的亚。
- 议会：立法机构，设在乌拉圭首都蒙得维的亚。实行一院制，设有143个议席。
- 仲裁法院：司法机构，解决成员国间争端。
- 贸易委员会：主管贸易事务，下设8个分委会。

## 角色和潜力
一些南美洲人认为南方共同市场是有通过整合资源用于平衡其他世界级经济体的能力的，特别是北美自由贸易协议和欧盟。该组织本有可能成为美洲自贸区的主导，然而，2005年在第四届美洲国家峰会，前南方共同市场有一半成员国在阿根廷拒绝了FTAA提案。
南方共同市场的发展在不同程度上因为阿根廷2001年经济危机受到削弱，并且在贸易政策上也一直存在内部分歧，例如，巴西与阿根廷之间，阿根廷与乌拉圭之间，巴拉圭与巴西之间。同时，在发展共同货币上还有许多障碍需要破除。
在2004年，南方共同市场与安第斯条约组织签署了合作协议，并发表了一份共同声明旨在促进未来南美洲一体化的各项谈判。该组织的政治一体化的前景-如欧盟前期或其他类似组织形式-并不明朗。在南美洲国家联盟建立之前，玻利维亚扮演着重要的角色，因为她既是安第斯条约组织的会员国又是南方共同市场的伙伴国。因为玻利维亚在传统上一直在安第斯条约组织和其他南美洲国家之间充当着调和剂的作用， Marion Hörmann如是说。

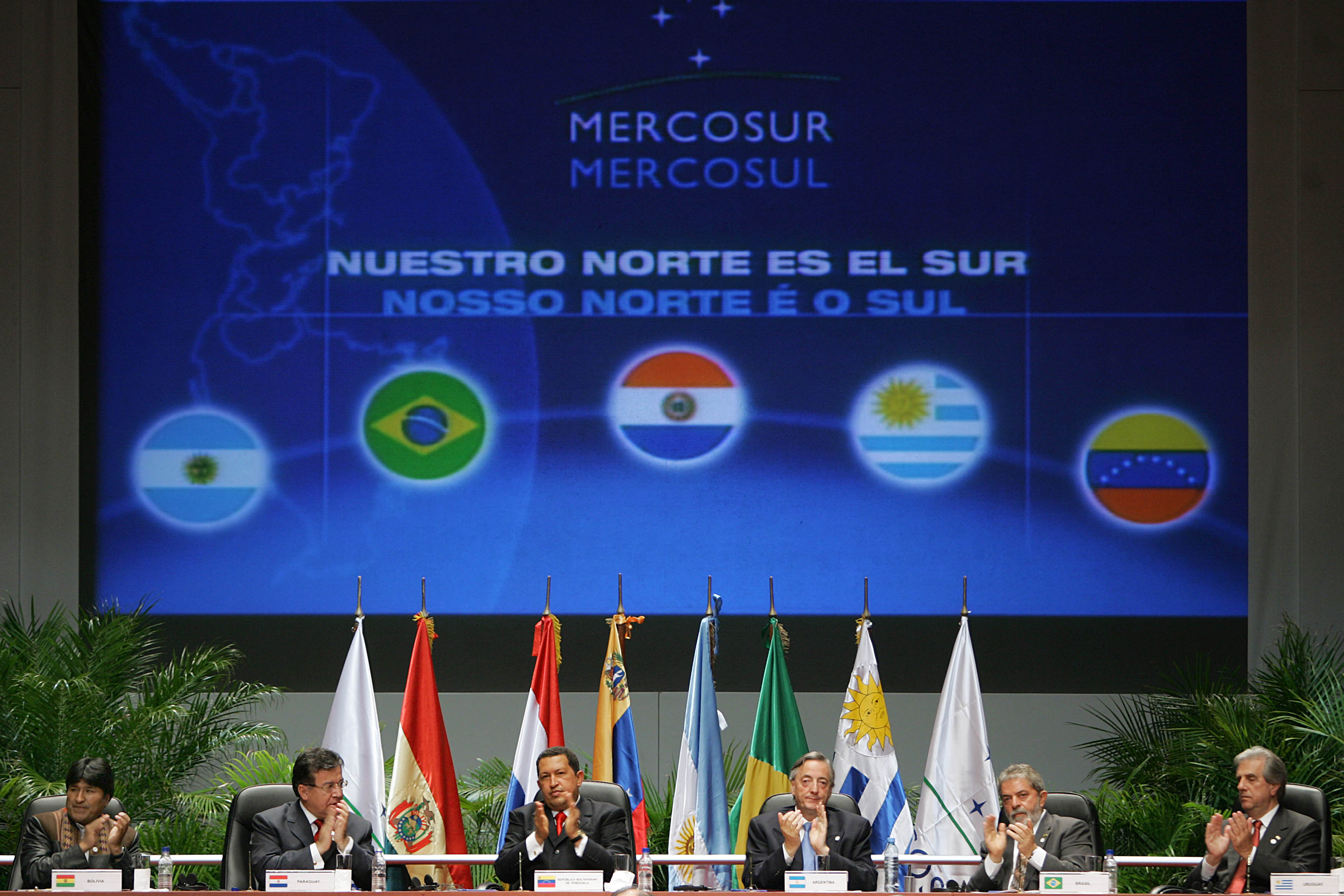
2005年舉辦的會議

该区域集合了超过2亿7千万的人口，并且根据国际货币基金组织的统计，会员国的GDP总和超过了3万亿美元每年。使得南方共同市场成为世界第五大经济体。她也是排在欧盟之后第四大贸易区。
南方共同市场的工作并也没有完全达到全部预想。智利更加期望能够和其他贸易伙伴建立双边协定，而乌拉圭的政客也希望能够以这样的形式为蓝本。

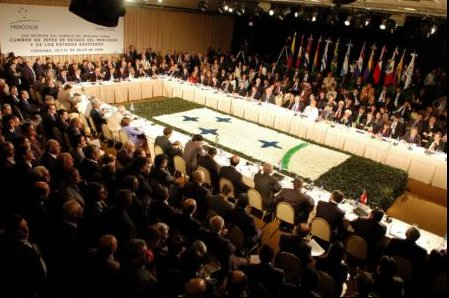
2006年舉辦的會議

## 和其他地區的自由貿易協定
2005年7月7日，南方共同市场四国巴西、巴拉圭、乌拉圭、阿根廷与安地斯共同體互相授予对方准会员国资格，并签订经济互补协议互相降低关税。2005年12月30日，安地斯共同體成员国哥倫比亞總統阿爾瓦羅·烏里韋·貝萊斯率先批准通過跟南方共同體的自由貿易協定，讓擁有4千6百万人口的哥倫比亞優先通入南方共同市场。哥倫比亞的企業家受惠於協議，因為降低關稅之後，從南方共同市场進口的貨物以及投資的成本因此降低。
2019年6月28日，南方共同市场与欧盟就签署自由贸易协定达成一致。

## 外部連結
- BBC - 南美創造單一共同市場（页面存档备份，存于）
- Mercosur on SICE/OAS site